# Souslik d'Europe
Spermophilus citellus
Espèce
Statut de conservation UICN

 EN  : En danger
Le souslik d'Europe ou spermophile d'Europe (Spermophilus citellus) est un rongeur de la famille des sciuridés. Avec le souslik tacheté (Spermophilus suslicus), c'est le seul représentant dans l'UE du genre Spermophilus qui comprend une trentaine d'espèces d'écureuils terrestres à travers le monde.

## Description
Ce sont des petits rongeurs mesurant entre 17 et 22 cm de long, au pelage brun et avec une queue courte et cylindrique de 3 à 9 cm teintée de gris. Le poids est assez variable en fonction de la saison, entre 150 g après hibernation et jusqu'à plus de 500 g en fin d'été.

## Mode de vie
Animaux diurnes, ils constituent des colonies avec des guetteurs qui sifflent comme les marmottes dès qu'un danger approche. Ils hibernent l'hiver et sont actifs pendant une période relativement courte allant de mars à septembre.
Le temps de gestation est de 25 à 30 jours, donnant naissance de 2 à 11 petits par portée.
Ils peuvent pulluler certaines années et faire des dégâts dans les cultures [réf. nécessaire].

### Alimentation
Leur régime alimentaire est à base de végétaux (feuilles, racines, herbes...) de graines et aussi d'insectes, tels que les sauterelles, qui lui fournissent le juste apport de protéines.
Le souslik d'Europe a dans son anatomie des abajoues qui lui servent pour emmagasiner de la nourriture et à la rapporter dans son terrier. Comme l'écureuil, il accumule une grande quantité de nourriture dans sa tanière dans laquelle il hiberne en hiver pour se réveiller au printemps[réf. nécessaire].

### Habitat
Le souslik d'Europe habitent les steppes et forêts ouvertes d'Europe centrale et des Balkans, du niveau de la mer jusqu'à 2 500 mètres d'altitude. Ils apprécient les prairies sèches à la végétation courte tels que les pâturages, les friches, les terrains de sport voire les pistes d'atterrissage,. Ils évitent les terres agricoles et cultures intensives mais peuvent s'installer dans des vignobles, vergers ou jardins. Ils édifient des réseaux de terriers qui, une fois abandonnés, peuvent servir d'habitat à d'autres espèces de reptiles, d'oiseaux, et d'arthropodes.

### Reproduction
Les femelles ont leurs portées en avril et en mai. Ces portées sont composées, en moyenne, de trois à huit petits qui, à la naissance, sont très fragiles et complètement dépourvus de fourrure.

## Répartition
Leur aire de répartition est l'Europe centrale et du sud-est, couvrant un territoire allant du sud-ouest de l'Ukraine au détroit du Bosphore et des Balkans et jusqu'en Bohème. Cependant les Carpathes et les gorges du Đerdap sur le Danube délimite deux populations distinctes. 

### État des populations
Bien que commun dans toute l'Europe centrale, les populations déclinent à partir des années 1960, principalement à cause de l'évolution du paysage, des pratiques agricoles et donc de la destruction et fragmentation des habitats,. Le souslik d'Europe disparaît d'Allemagne en 1968, de Pologne en 1983 alors qu'en République tchèque ne subsistent que quelques îlots isolés du reste des populations. Depuis 1989, des réintroductions sont effectuées en Allemagne, Pologne et Slovaquie avec des succès mitigés. Cependant, ils peuvent atteindre des densités de population exceptionnellement élevées dans des environnements façonnés par les activités humaines, surpassant parfois les densités observées dans des habitats non perturbés.
Durant la première moitié du XXe siècle, le souslik d'Europe était considéré comme un ravageur des cultures avant d'être listé comme en danger en 1989
. L'espèce est désormais strictement protégée par la convention de Berne (annexe II), par la directive habitats de l'Union européenne (annexe II et IV). À cause du déclin des populations, la liste rouge de l'UICN réévalue en 2019 le statut de l'espèce de "Vulnérable" à "en danger".

## Classification
L’espèce Spermophilus citellus est décrite pour la première fois par le naturaliste suédois Carl von Linné en 1766 sous le protonyme Mus citellus. En 1825, Frédéric Cuvier place le souslik d'Europe dans le genre Spermophilus.

### Publication originale
- Publication originale: (la) Carolus Linnaeus, Systema naturae sive regna tria naturae, secundum classes, ordines, genera, species, cum characteribus, differentiis, synonymis, locis : Editio Decima, Reformata. Tomus I, Holmiæ (Stockholm): impensis direct. Laurentii Salvii, 1766, 532 p. (lire en ligne), p. 80

### Liste des sous-espèces
La validité de ces sous-espèces reste à confirmer car certaines ne se basent que sur une légère différence de couleur et de taille des individus.
- Spermophilus citellus balcanicus Markov, 1957
- Spermophilus citellus citellus (Linnaeus, 1766)
- Spermophilus citellus gradojevici Martino & Martino, 1929
- Spermophilus citellus istricus Calinescu, 1934
- Spermophilus citellus karamani Martino & Martino, 1940
- Spermophilus citellus laskarevi Martino & Martino, 1940
- Spermophilus citellus macedonicus Fraguedakis-Tsolis, 1977
- Spermophilus citellus martinoi Peshev, 1955
- Spermophilus citellus thracius Mursaloğlu, 1964